# Номерні знаки Ісландії

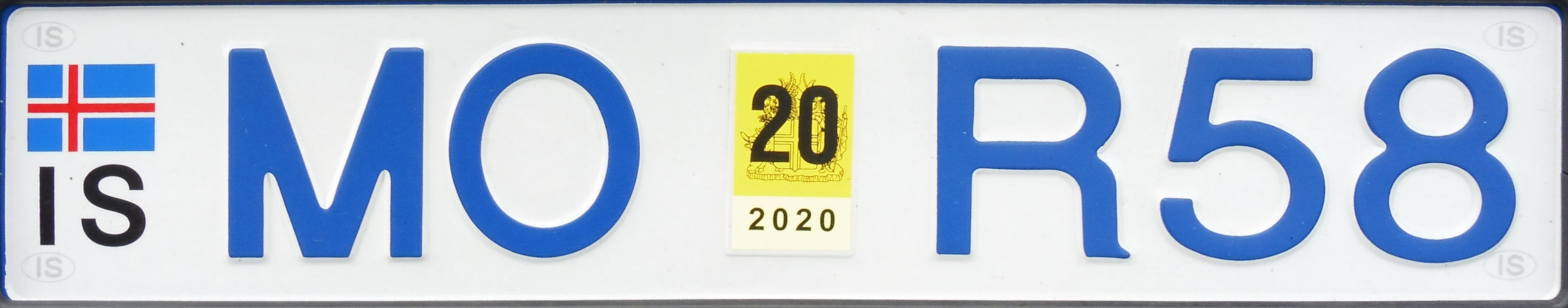
Ісландський номерний знак

Автомобільні номерні знаки Ісландії використовуються для реєстрації транспортних засобів у Ісландії. Вони використовуються для перевірки законності використання, наявності страхування та ідентифікації транспортних засобів.
Номерні знаки Ісландії містять три літери і дві цифри або дві літери і три цифри синіш шрифтом на білому тлі. Поєднання символів на знаках є серійним і не пов'язане з географічним розташуванням. Для спеціальних типів транспортних засобів немає спеціальних літер або цифрових рядів.
Чинна система реєстрації номерних знаків була введена 1 січня 1989 року. Номерні знаки нового типу були встановленні на всі транспортні засоби в Ісландії (виняток було зроблено для раритетних автомобілів). Номерний знак прив'язується до автомобіля і залишається при зміні власника. Якщо транспортний засіб, отримав комерційний статус, йому видаються комерційні знаки, але вони мають той самий реєстраційний номер. Всі пластини в новій системі мають наклейки, які вказують на рік, коли транспортний засіб має пройти контроль з безпеки.
Пластини номерних знаків доступні в 4-х розмірах: європейський стандарт 520 мм × 110 мм (20,5 × 4,3 дюйма), північноамериканський стандарт 305 мм × 155 мм (12,0 × 6,1 дюйма), європейський квадрат 280 мм × 200 мм (11,0 × 7,9 дюйма) та мотоциклетні 240 мм × 130 мм (9,4 × 5,1 дюйма).

## Типи номерних знаків
Колір номерного знака відповідає типу та призначенню транспортного засобу.
| Приклад | Тип                                 | Серії             | Дизайн                                       | Примітки                                                                                    |
| ------- | ----------------------------------- | ----------------- | -------------------------------------------- | ------------------------------------------------------------------------------------------- |
|         | Стандартий                          | AB 123 або AB C12 | Біле тло із синьою рамкою, сині символи.     | Транспортні засоби загального призначення.                                                  |
|         | Комерційний                         | AB 123 або AB C12 | Біле тло з червоною рамкою, червоні символи. | Транспортні засоби комерційного призначення. Не можуть використовуватися у приватних цілях. |
|         | Дипломатичний                       | CD A12            | Зелене тло з білою рамкою, білі символи.     | Транспортні засоби дипломатичних місій.                                                     |
|         | Урядовий                            |                   |                                              | Номер 1 — автомобіль президента.                                                            |
|         | «Нафтовий»                          | AB 123 або AB C12 | Жовте тло з чорною рамкою, чорні символи.    | Комунальні та службові транспортні засоби з дизельним двигуном.                             |
|         | Тимчасовий                          | RN 123            | Червоне тло з чорною рамкою, чорні символи.  | Використовується автодилерами.                                                              |
|         | Старий зразок, виданий до 1989 року | A12345            | Чорне тло з білою рамкою, білі символи.      | З 1 січня 1989 року знятий з обігу, за винятком раритетних автомобілів.                     |
|         | Персональний                        | 314KA             | Біле тло із синьою рамкою, сині символи.     |                                                                                             |

## Старі регіональні коди
Система ідентифікації за регіонами діяла з 1938 по 31 грудня 1988 рр. Номерні знаки містили чорну пластину з білими символами.
- A: Akureyrarkaupstaður og Eyjafjarðarsýsla
- B: Barðastrandarsýsla
- D: Dalasýsla
- E: Akraneskaupstaður
- F: Siglufjarðarkaupstaður
- G: Hafnarfjarðarkaupstaður og Gullbringu- og Kjósarsýsla
- H: Húnavatnssýsla
- Í: Ísafjarðarkaupstaður og Ísafjarðarsýsla
- J: Íslenskir starfsmenn á Keflavíkurflugvelli (Транспортні засоби аеропорту «Кеплавік»)
- JO: Erlendir starfsmenn á Keflavíkurflugvelli (Транспортні засоби іноземних компаній в аеропорту «Кеплавік»)
- K: Sauðárkrókskaupstaður og Skagafjarðarsýsla
- L: Rangárvallasýsla
- M: Mýra- og Borgarfjarðarsýsla
- N: Neskaupstaður
- Ó: Ólafsfjarðarkaupstaður
- P: Snæfells- og Hnappadalssýsla
- R: Reykjavík
- S: Seyðisfjarðarkaupstaður og Norður-Múlasýsla
- T: Strandasýsla
- U: Suður-Múlasýsla
- V: Vestmannaeyjakaupstaður
- VL: Varnarliðið (Збройні сили)
- VLE: Ökutæki hermanna (Військовий транспорт)
- X: Árnessýsla
- Y: Kópavogur
- Z: Skaftafellssýsla
- Þ: Þingeyjarsýsla
- Ö: Keflavíkurkaupstaður
- Ø: Keflavík (Єдиний символ не з ісландської абетки, який використовувався у кодуванні регіонів).[1] [2]